# Jan Oertl
Jan Oertl (1827, Horní Slavkov – 8. prosince 1889, Záhřeb) byl český violoncellista a pedagog.
Studoval violoncello na Konzervatoři v Praze u Antonína Träga a poté odešel, tak jako řada jiných Čechů, hledat uplatnění do Vídně, kde působil několik let jako soukromý pedagog. V roce 1852 mu však přišla nabídka z konzervatoře v Záhřebu, aby přijal významnou funkci řádného profesora violoncella a hudební teorie. O několik let později začal hrát i v orchestru Záhřebského divadla.
Jako pedagog proslul zejména učebnicí v chorvatštině Občenita teor.-prakt. pripravna nauka glazbe, podle které se několik let vyučovalo.